# Echinomuricea coccinea
Echinomuricea coccinea is een zachte koraalsoort uit de familie Plexauridae. De koraalsoort komt uit het geslacht Echinomuricea. Echinomuricea coccinea werd in 1855 voor het eerst wetenschappelijk beschreven door Stimpson. 